# Aşağıkızılcaören, Karabük
Aşağı Kızılcaören là một xã thuộc thành phố Karabük, tỉnh Karabük, Thổ Nhĩ Kỳ. Dân số thời điểm năm 2010 là 416 người.